# Geoffrey Blainey
Geoffrey Blainey AC, né le 11 mars 1930 à Melbourne, est un historien australien. Il a exercé une profonde influence sur l'historiographie australienne.

## Biographie
Geoffrey Blainey étudie à l'université de Melbourne avant d'y enseigner dès 1962, à la Faculté des sciences économiques et du commerce. Il dirige plus tard les Études australiennes à l'université Harvard. En tant qu'historien économique, Blainey a contesté les vues conventionnelles sur la colonisation européenne de Australie, des droits de terre indigènes, et de l'immigration.
Ses livres les plus populaires sont : The Rush that Never Ended: A History of Australian Mining ; The Tyranny of Distance ; A Shorter History of Australia ; A Short History of the World et The Origins of Australian Football.

## Distinctions
- Compagnon de l'ordre d'Australie (AC) dans la liste d'honneurs de l'Australia Day de 2000, pour service rendu au milieu universitaire, à la recherche et à la bourse[2]
- Médaille du Centenaire (2001)[3]